# Lewelerzy
Lewellerzy (z ang. zrównywacze) to XVII-wieczny, angielski ruch polityczny występujący przeciw przywilejom feudalnym oraz głoszący ideę suwerenności narodu. 
Początkowo posiadał wpływy głównie w wojsku, potem jego przedstawiciele znaleźli się również w parlamencie. Postulowali powszechność wyborów. Praw wyborczych pozbawieni mieli być jednak żebracy oraz pracownicy najemni (jako uzależnieni finansowo, a co za tym idzie – również politycznie, od swoich pracodawców). Chcieli też wprowadzenia zasad wolności religijnej. Nie miała ona jednak dotyczyć katolików, których lewelerzy oskarżali o wspieranie tyranii.
Głównym ideologiem lewellerów był John Lilburne. Radykalnym odłamem lewellerów byli diggerzy którzy nazywali siebie prawdziwymi lewelleram.